# Verbascum interruptum
Verbascum interruptum är en flenörtsväxtart som först beskrevs av Johann Baptist Georg Wolfgang Fresenius, och fick sitt nu gällande namn av Carl Ernst Otto Kuntze. Verbascum interruptum ingår i släktet kungsljus, och familjen flenörtsväxter. Inga underarter finns listade i Catalogue of Life.